# Theodor Oppenhoff
Theodor Franz Oppenhoff (* 7. Januar 1820 in Mülheim am Rhein; † 2. Dezember 1899 in Aachen) war ein deutscher Landgerichtspräsident und Geheimer Oberjustizrat.

## Leben und Wirken
Der Sohn des Landgerichtspräsidenten in Kleve, Karl Joseph Oppenhoff (1779–1843) und Enkel des Kurkölnischen Prokurators und Bonner Notars Theodor Oppenhoff († 1804) absolvierte bis 1838 das Klevener Gymnasium. Wie sein älterer Bruder Friedrich Christian Oppenhoff (1811–1875) studierte er anschließend Rechtswissenschaften in Bonn und ab 1840 in Berlin. An der Rheinischen Friedrich-Wilhelms-Universität Bonn belegte er neben den Grundfächern zusätzlich Geschichte des 19. Jahrhunderts bei Johann Wilhelm Löbell, Deutsche Rechts- und Altertümer bei Ferdinand Walter, Kulturgeschichte des Mittelalters bei Karl Dietrich Hüllmann und Deutsche Reichsgeschichte bei Maximilian von Gagern. In Berlin galt sein Interesse Jacob Grimms Deutschen Rechtsaltertümern und Leopold von Rankes Neuerer Geschichte. Im Jahr 1841 legte er das examen pro auscultatura mit „gut“ ab und wurde am 20. Mai 1849 zum Gerichtsreferendar ernannt.
Am 8. Juni 1846 bestand Oppenhoff das große Staatsexamen mit „sehr gut“ und wurde anschließend als Assessor an dem seit 1820 existierenden Landgericht Aachen übernommen. Zu seinen Schwerpunktaufgaben gehörte hier die Handhabung des neuen Strafgesetzbuches für die preußischen Staaten, das 1851 eingeführt wurde. Seine Ernennung zum Staatsprokurator erfolgte am 31. Juli 1850 und zum Oberprokurator am 6. August 1868. Als erster Staatsanwalt erlebte Oppenhoff am 1. Oktober 1879 das Inkrafttreten der Reichsjustizgesetze. Am 3. März 1884 wurde Oppenhoff zum Nachfolger des Landgerichtspräsidenten Jacob Scherer berufen, nachdem er zuvor im Jahr 1879 ein Angebot für eine Stelle als Landgerichtspräsident in Düsseldorf abgelehnt hatte. Am 1. Februar 1895 ging Theodor Franz Oppenhoff in den Ruhestand.
Darüber hinaus bekleidete er vom 1. Juni 1863 bis zum Herbst 1897 das Amt eines Justitiar bei der Aachener Kommandite der Preußischen Bank und der Reichsbarikstelle.
Neben seiner beruflichen Tätigkeit nahm seit 1855 Oppenhoffs literarisches Schaffen als Mitarbeiter der Trierer Annalen einen besonderen Platz ein. Im Jahr 1863 veröffentlichte er seinen Kommentar zu den preußischen Gesetzen über die Ressort-Verhältnisse zwischen den Gerichten und den Verwaltungs-Behörden in Preußen, der im Jahr 1904 durch seinen Sohn Joseph Oppenhoff neu aufgelegt wurde. In der Zeitschrift für Bergrecht erschienen wiederholt Oppenhoffs Aufsätze, aus denen 1870 sein Kommentar zum Allgemeinen Berggesetz für die preußischen Staaten resultierte.
Aus dem Nachlass seines bereits 1881 an einer Nierenerkrankung verstorbenen ältesten Sohnes und Referendars, Karl Oppenhoff, veröffentlichte er die Strafrechtspflege des Aachener Schoffenstuhls seit dem Jahre 1657 in der Zeitschrift des Aachener Geschichtsvereins, der ZAGV Band VI, 1884.
Darüber hinaus galt sein Interesse den sprachwissenschaftlichen Studien und der Erforschung der Aachener Geschichte. Oppenhoff war in dieser Hinsicht vielfach ehrenamtlich engagiert, unter anderem als Vorstandsmitglied des Karlsvereins zur Restauration des Aachener Münsters, seit 1859 als Mitglied des historischen Vereins für den Niederrhein, seit 1878 als Mitglied des Aachener Museumsvereins und als Vorsitzender des archäologischen Vereins. Dessen wöchentlichen Versammlungen fanden im Hotel Bellevue statt. Im Winter 1878 fassten die Mitglieder den Entschluss zur Gründung des Aachener Geschichtsvereins, die dann mit Wirkung zum 27. Mai 1879 vollzogen wurde. Oppenhoff wurde auch hier bis 1899 zum Vorstandsmitglied gewählt.

## Familie
Theodor Oppenhoff war verheiratet mit Fanny Tobias (1838–1870), Tochter des Geheimen Medizinalrates Dr. Tobias in Trier. Drei seiner Kinder verstarben bereits vor ihm. Einer seiner Söhne, Fritz (Friedrich) Maria Oppenhoff (* 1865) wurde ebenfalls Landgerichtspräsident und war der Vater von Walter Oppenhoff, welcher einer der ersten deutschen Anwälte mit internationaler Ausrichtung und Vorreiter in der Entwicklung zu Gründungen von überörtlichen Sozietäten in Deutschland wurde.
Ein anderer Sohn, Joseph Oppenhoff (1868–1958), bekleidete ab 1922 als Nachfolger seines Bruders Fritz (Friedrich) Maria das Amt des Landgerichtspräsidenten in Aachen.
Ein weiterer Sohn, Franz Oppenhoff (1860–1920), wurde Schulrat. Dessen Sohn Franz Oppenhoff (1902–1945) wurde nach der Übernahme Aachens durch die Amerikaner im Oktober 1944 als Oberbürgermeister eingesetzt, aber nur wenige Monate später im März 1945 durch ein SS- bzw. Luftwaffen-Kommando erschossen.
Theodor Oppenhoff fand seine letzte Ruhestätte in der Familiengruft auf dem Aachener Ostfriedhof.

## Ehren- und Ordensauszeichnungen
- Roter Adlerorden IV. Klasse
- Ritter des Roten Adlerordens II. Klasse mit Eichenlaub
- Kommandeur der II. Klasse des Anhaltischen Hausordens Albrecht des Bären
- Lippisches Ehrenkreuz II. Klasse
- Herzoglich Sachsen-Ernestinischer Hausorden
- Russischer Sankt-Stanislaus-Orden VI. Klasse.
- Charakter als Geheimer Oberjustizrath (zu seinem 50-jährigen Amtsjubiläum am 25. September 1891)
- Doktor honoris causa der juristischen Fakultät der Universität Bonn
- Ölgemälde als Landgerichtspräsident[3]

## Schriften (Auswahl)
- Die preußischen Gesetze über die Ressortverhältnisse zwischen den Gerichten und den Verwaltungsbehörden, Reimer, 1863
- Das Allgemeine Berggesetz für die Preußischen Staaten: unter steter Vergleichung seines Textes mit demjenigen des Braunschweigischen, Meiningenschen, Gothaischen und Bayrischen Berggesetzes, Reimer, 1870
- Theodor Oppenhoff und Friedrich Christian Oppenhoff: Das Strafgesetzbuch für das Deutsche Reich: Nebst d. Einführungsgesetze v. 31. Mai 1870 u. d. Einführungsgesetze f. Elsaß-Lothringen v. 30. Aug. 1871, Reimer, 1891
- Die Aachener Sternzunft, in: Zeitschrift des Aachener Geschichtsvereins (ZAachenerGV) 15, 1893, S. 236–326
- Nachtrag zu: Die Aachener Sternzunft, in: Zeitschrift des Aachener Geschichtsvereins (ZAachenerGV) 18, 1896, S. 337–349

## Weblink
- Nachruf in: Deutsche Juristenzeitung, Nr. 24, S. 497 (PDF; 553 kB)